# NGC 4127
NGC 4127 is een spiraalvormig sterrenstelsel in het sterrenbeeld Giraffe. Het hemelobject werd op 12 december 1797 ontdekt door de Duits-Britse astronoom William Herschel.

## Tonatiuh (HD 104985)
Vanaf de aarde gezien bevindt het stelsel NGC 4127 zich op ongeveer een zesde van een graad ten zuidoosten van de ster HD 104985 die in 2015 de naam Tonatiuh heeft gekregen, naar de Azteekse zonnegod. Deze ster, samen met de zich iets zuidelijker bevindende ster HD 104954, vormen met NGC 4127 een driehoek. Amateurastronomen kunnen beide sterren als gidsobjecten aanwenden om met behulp van telescopen op zoek te gaan naar het zich iets oostelijker bevindende sterrenstelsel.
Deze driehoek bevindt zich op iets minder dan een graad ten zuidzuidwesten van de HD 106112 groep, een gemakkelijk waarneembaar telescopisch asterisme dat echter ook met een verrekijker kan worden gedetecteerd. De helderste en noordelijkste component van deze groep is de ster CO Camelopardalis (HD 106112).

## Synoniemen
- UGC 7122
- MCG 13-9-12
- ZWG 352.19
- IRAS 12060+7705
- PGC 38550